# ربکا گاردنر
ربکا گاردنر (انگلیسی: Rebekah Gardner؛ زادهٔ ۹ ژوئیهٔ ۱۹۹۰) بازیکن بسکتبال اهل ایالات متحده آمریکا است.